# Un simple accident
Un simple accident (Perzisch: یک تصادف ساده}) is een Iraans-Frans-Luxemburgse dramafilm uit 2025, geschreven en geregisseerd door Jafar Panahi.

## Verhaal
Deze film onderzoekt de onvoorziene gevolgen van een klein ongeluk en stelt vragen over de keten van gebeurtenissen die individuen in kritieke situaties met elkaar verbindt.

## Rolverdeling
| Acteur               | Personage    |
| -------------------- | ------------ |
| Vahid Mobasseri      | Vahid        |
| Mariam Afshari       | Shiva        |
| Ebrahim Azizi        | Eghbal       |
| Hadis Pakbaten       | Golrokh      |
| Majid Panahi         | de bruidegom |
| Mohamad Ali Elyasmeh | Hamid        |

## Productie
Over de film was op voorhand weinig geweten. Thierry Frémaux, algemeen afgevaardigde van het Festival van Cannes, kondigde op 10 april tijdens de persconferentie waarin de films in selectie werden gepresenteerd aan dat Jafar had gevraagd om voorlopig niets over zijn film te zeggen. Afgezien van een beknopte synopsis werd er nog niets onthuld over de nieuwe film en zelfs niet over de cast. De film wordt geproduceerd door Panahi zelf in samenwerking met Philippe Martin voor het Franse Les Films Pelléas en gecoproduceerd door Bidibul Productions (Luxemburg) en Pio & Co (Frankrijk). De postproductie werd in Frankrijk voltooid.

## Release en ontvangst
Un simple accident ging op 20 mei 2025 in première op het Filmfestival van Cannes in de competitie en won de Gouden Palm. Met deze prijs werd Panahi de vierde regisseur die alle hoofdprijzen van de filmfestivals van Berlijn (Gouden Beer), Venetië (Gouden Leeuw) en Cannes (Gouden Palm) heeft gewonnen. De enige andere regisseurs die hem dit voorgingen, zijn Henri-Georges Clouzot, Michelangelo Antonioni en Robert Altman.

## Prijzen en nominaties
De belangrijkste:
| Jaar | Prijs                   | Categorie   | Genomineerde(n) | Uitslag  |
| ---- | ----------------------- | ----------- | --------------- | -------- |
| 2025 | Filmfestival van Cannes | Gouden Palm | Jafar Panahi    | Gewonnen |